# 원우영
원우영(元禹寧, 1982년 2월 3일~)은 대한민국의 펜싱 선수, 지도자로 주 종목은 사브르이다. 2010년 파리의 그랑 팔레에서 열린 2010년 세계 선수권 대회 남자 사브르 개인 결승전에서 독일의 니콜라스 림바흐에 15대 9로 승리하며 세계 선수권 대회에서 금메달을 딴 최초의 아시아 남성 선수가 되었다.
2년 뒤 2012년 하계 올림픽에서는 남자 사브르 단체전에 출전하여 금메달을 획득하며 대한민국 펜싱 대표팀 최초로 단체전 금메달을 획득했고 최초로 세계 선수권과 올림픽을 모두 우승한 대한민국 선수가 되었다. 이후 2016년 하계 올림픽에서 SBS의 해설위원을 담당했다.

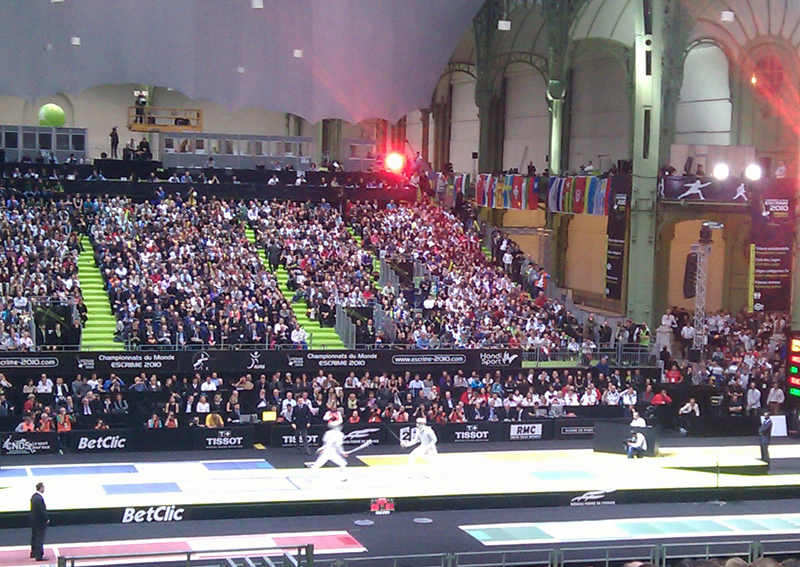
그랑 팔레에서 열린 니콜라스 림바흐와의 2010년 세계 펜싱 선수권 대회의 사브르 개인 결승전. 원우영은 이 경기에서 15-9 완승을 거두고 이 부문 정상에 올랐다.

## 수상

### 수훈
- 체육훈장 청룡장(2016년 10월 14일)

## 출신 학교
- 서울수색초등학교
- 서연중학교
- 홍익대학교 사범대학 부속고등학교